# Крајпуташи Ђуровићима у Горачићима
Крајпуташи Ђуровићима у Горачићима (Општина Лучани) подигнути су Крсту и Вучићу, војницима палим у Првом светском рату 1915. године. Налазе се у Горачићима, засеок Драгачица, крај пута који води ка Рогачи.

## Опис споменика
Крајпуташи су омањих димензија, у облику вертикалних плоча од пешчара. Нису украшани. Епитафи су уклесани лепим, правилним словима. 
Споменик Крсту боље је очуван, док је Вућићев почео да се осипа у пределу натписа. Анкери у врху упућују да су споменици некада вероватно имали лимену покривку.

## Епитафи
Крајпуташ Крсту Ђуровићу (†1915)
КРСТО ЂУРОВИЋ
из Горачића
пож. 28 г.
војник I чете
III батаљона X пука
учествова у рат
од 1912, 1913, 1914 г.
а погибе 1915 г.
на аустриском фронту.
Бог да му душу прости.

Крајпуташ Вучићу Ђуровићу (†1915)
ВУЧИЋ
покојног Милуна Ђуровића
из Горачића
пож. 21 г.
а као регрут ступи у рат
са аустриском војском.
Погибе у Приштини 1915 г.
Бог да му душу прости.